# Robert Duncan
Robert Duncan. född 5 juli 1948, är ärkebiskop för Anglican Church in North America.
1973 prästvigdes Duncan inom Episkopalkyrkan i USA. 1997 utnämndes han till biskop i Pittsburgh-stiftet.
Som Episkopalkyrkans ledande konservativa biskop fick han 2008 sparken av kyrkans ärkebiskop Katharine Jefferts Schori.
Duncan och hans anhängare lämnade då Episkopalkyrkan och bildade 2009 den Anglikanska kyrkan i Nordamerika (ACNA).

### Webbkällor
- Ny anglikansk kyrka bildad i Nordamerika Kyrkans Tidning, 26 juni 2009
- Förste ärkebiskopen för nya Anglikanska kyrkan Dagen, 26 juni 2009